# 15606 Winer
15606 Winer (2000 GU122) là một tiểu hành tinh vành đai chính được phát hiện ngày 11 tháng 4 năm 2000 bởi C. W. Juels ở Fountain Hills.